# Madugowongjati
Madugowongjati is een bestuurslaag in het regentschap Batang van de provincie Midden-Java, Indonesië. Madugowongjati telt 2512 inwoners (volkstelling 2010).